# Ulster Resistance
L'Ulster Resistance (en català, Resistència de l'Ulster) és un grup paramilitar lleialista fundat el 10 de novembre de 1986 per Ian Paisley, Peter Robinson i Ivan Foster. Vinculat als seus començaments al Democratic Unionist Party, s'oposa a l'Acord anglo-irlandès. Desapareix a finals dels anys 1980, per bé que alguns dels seus membres s'arrepleguen al voltant d'un nou grup conegut com a Resistance.
Resultat de la fusió oficioa de Third Force i dels Ulster Clubs, i amb membres reclutats entre les classes mitjanes, l'organització és vista com un grup armat ciutadà legal. El 1987, alguns membres de l'Ulster Resistance amb l'Ulster Defence Association i l'Ulster Volunteer Force s'abasteixen d'armes (al voltant de 200 AK-47, 90 Browning 9mm, 500 granades i llança-granades tipus RPG-7 i 10.000 bales a Sud-àfrica, amb els diners d'un robatori.